# Flugplatz Wesel-Römerwardt

i7
i11
i13
Der Flugplatz Wesel-Römerwardt (ICAO-Code: EDLX) ist ein Flugplatz in Wesel. Er ist als Sonderlandeplatz klassifiziert und für Flugzeuge bis 2 t, Hubschrauber bis 3 t, selbststartende Motorsegler und Ultraleichtflugzeuge zugelassen.

## Flugbetrieb
Der Flugplatz wird von Luftsportlern (Segelflug, Ultraleichtflugzeuge, Tragschrauber) sowie Privat- und Geschäftsfliegern genutzt. Der Flugbetrieb findet zwischen April und Oktober statt. Die Luftaufsicht (PPR) ist regelmäßig vom 1. März bis zum 31. Oktober am Wochenende ab 9:00 Uhr besetzt. Die Platzfrequenz, Rufname Wesel-Radio, liegt bei 122.030 MHz.

## Geschichte
In der Vorkriegszeit lag in der Römerwardt ein Notanfluggelände der Lufthansa, während des Zweiten Weltkrieges diente es kurzfristig als Feldflugplatz einer Jägerstaffel. Nach der Aufhebung des Verbotes deutschen Flugbetriebes wurden schließlich nach dreijähriger Planung im Juli 1955 die ersten Segelflugstarts durchgeführt, kurz darauf war auch Motorflug möglich. Zu dieser Zeit war die Nutzung als Flugplatz nur wochenends möglich, da die Fläche wochentags landwirtschaftlich genutzt wurde. In der Folgezeit entstanden in den Brückenbögen der ehemaligen Eisenbahnbrücke Wesel Werkstätten, Hangars und eine Gastronomie.
1974 forderte die Stadt Wesel die Übernahme der Platzhalterschaft durch den LSF Wesel e. V., nach der Aufstellung eines übergreifenden Landschaftsnutzungsplans wurde ein Pachtvertrag über 25 Jahre abgeschlossen, welcher seither verlängert wird. Während bis Anfang der 2000er Jahre eine Vielzahl von Vereinen den Flugplatz nutzte, ist 2025 der Luftsportfreunde Wesel-Rheinhausen e. V. alleiniger Nutzer und Pächter.
Heute wird der Platz für Segel- und Motorflug genutzt. Der lokale Verein bietet Rundflüge an und veranstaltet zweijährlich Flugtage, auch die PPP-Tage der Stadt Wesel werden teilweise auf dem Gelände ausgetragen.

## Veranstaltungen
- Drachenfest
- „Große Flugtage“ alle zwei Jahre
- PPP Tage